# Kamil Vacek
Kamil Vacek (Ústí nad Orlicí, República Checa, 18 de mayo de 1987) es un futbolista checo que juega de centrocampista en el F. K. Pardubice de la Liga de Fútbol de la República Checa.